# 多米尼克海峡
多米尼克海峡（英語：Dominica Passage）是中美洲加勒比地区的海峡，连接加勒比海和大西洋，分隔北面的瓜德罗普岛、玛丽-加朗特岛和南面的多米尼克岛，长58公里，宽26公里。